# Чебендовка
Чебендовка (каз. Шыбынды) — упразднённое село в Денисовском районе Костанайской области Казахстана. Входило в состав Тельманского сельского округа. Код КАТО — 394065400. Упразднено в 2019 г.

## География
Находилось примерно в 28 км к юго-востоку от районного центра, села Денисовка. 

## Население
В 1999 году население села составляло 331 человек (169 мужчин и 162 женщины). По данным переписи 2009 года, в селе проживали 84 человека (42 мужчины и 42 женщины).